# Trestonia pyralis
Trestonia pyralis är en skalbaggsart som beskrevs av Dillon 1946. Trestonia pyralis ingår i släktet Trestonia och familjen långhorningar.
Artens utbredningsområde är:
- Costa Rica.
- Panama.

Inga underarter finns listade i Catalogue of Life.